# Alannah Myles
Alannah Myles (születési nevén Byles; 1958. december 25., Toronto) kanadai énekes-dalszerző, aki Black Velvet című dalával Grammy- és Juno-díjat is nyert. A dal több ország slágerlistájára is felkerült.

## Élete
Alannah Byles néven született 1958. december 25.-én Torontóban. William Douglas Byles lánya. Ontarióban nevelkedett, gyerekkorát zenetanulással töltötte. Kilenc éves korában kezdett dalokat szerezni, 12 éves korában pedig már egy dalszerző csoportban szerepelt.
18 éves korában szóló karrierbe kezdett Dél-Ontarióban, majd összetalálkozott Christopher Ward dalszerzővel. Segítségével megalapította saját együttesét, mellyel rock és blues feldolgozásokat játszott. 19 éves korában Myles-ra változtatta a vezetéknevét, miután elhatározta, hogy a szórakoztatóiparban keresi a kenyerét. Reklámokban szerepelt, mellyel megkeresett annyit, hogy rögzítsen egy pár demót, amelyet eleinte mindenki visszautasított. 1987-ben lemezszerződést kötött az Atlantic Records kiadóval.
Első nagylemeze 1989 májusában jelent meg a Warner Music gondozásában. Az albumról négy kislemez jelent meg, amelyek mind az énekesnő slágerei lettek: a "Love Is", a "Lover of Mine", a "Still Got This Thing" és a klasszikusnak számító dala, a Black Velvet. A "Black Velvet"-tel 1991-ben Grammy-díjat nyert, illetve három Juno-díjat.

## Diszkográfia
- Alannah Myles (1989)
- Rockinghorse (1992)
- A-lan-nah (1995)
- A Rival (1997)
- Black Velvet (2009)
- 85 BPM (2014)